# Station Oslo-Centraal
Het Oslo Sentralstasjon (Oslo-S) is het centraal station van de stad Oslo en is het grootste station van Noorwegen. De meeste langeafstandstreinen hebben dit station als eindbestemming. Het is ook een station van de Flytoget, de hogesnelheidstrein die tussen Drammen en Luchthaven Oslo Gardermoen rijdt.
Oslo-S werd geopend in 1980 en verving  Østbanestasjonen als het belangrijkste station van het land. Ook Station Oslo-Vestbanen verloor bij de opening aan belang. Het station midden in de stad was mogelijk door de aanleg van de Oslotunnel. Dagelijks zijn er ongeveer 150.000 reizigers die via Oslo Centraal reizen. Het station heeft 19 sporen. Overstap op de metro, de T-bane, gebeurt via het aangelegen metrostation Jernbanetorget. Ook naast Oslo-S ligt een grote busterminal waar langeafstandsbuslijnen hun terminus hebben.

## Verbindingen
Oslo-S is het nulpunt voor het Noorse spoorwegennet. Vrijwel alle spoorlijnen beginnen in Oslo of liggen in het verlengde van lijnen die in Oslo beginnen. Een aantal lijnen zal in de komende jaren worden aangepast. Momenteel lopen de volgende lijnen (in het Noors: banen) vanaf Oslo en in het verlengde van dergelijke lijnen:
- Drammenbanen, spoorlijn tussen Oslo en Drammen, met
vanaf Skøyen: Askerbanen, spoorlijn naar Asker
vanaf Asker: Spikkestadlinjen, spoorlijn naar Spikkestad
vanaf Drammen: Vestfoldbanen, spoorlijn naar Skien
vanaf Drammen: Bergensbanen, spoorlijn naar Bergen
vanaf Drammen: Sørlandsbanen, spoorlijn naar Kristiansand en Stavanger

- Dovrebanen, spoorlijn naar Trondheim-S, met
vanaf Hamar: Rørosbanen, alternatieve route naar Trondheim via Røros
vanaf Dombås: Raumabanen naar Åndalsnes
vanaf Trondheim: Nordlandsbanen naar Bodø
- Gjøvikbanen, spoorlijn naar Gjøvik
- Østfoldbanen, spoorlijn naar Kornsjø en verder naar Göteborg
- Kongsvingerbanen, spoorlijn naar Kongsvinger en Magnor en verder naar Stockholm
- Hovedbanen, spoorlijn tussen Eidsvoll en Oslo S
- Gardermobanen, spoorlijn tussen Nye Eidsvoll en Oslo S
- Follobanen, spoorlijn tussen Ski en Oslo S